# Пандион (сын Финея)
Пандион (др.-греч. Πανδίων) — персонаж древнегреческой мифологии. Сын Финея и Клеопатры. Ослеплен отцом из-за козней мачехи. Либо зарыт в землю вместе с братом, освобожден Бореадами, затем присоединился к аргонавтам. Предположительно упомянут у Гесиода.